# William Whitehead Watts
William Whitehead Watts (Broseley, Shropshire, 7 de junho de 1860 — 30 de julho de 1947) foi um geólogo britânico.
Foi eleito membro da Royal Society em 1904 e laureado com a Medalha Murchison de 1915 e com a Medalha Wollaston de 1927 pela Sociedade Geológica de Londres.